# کورت

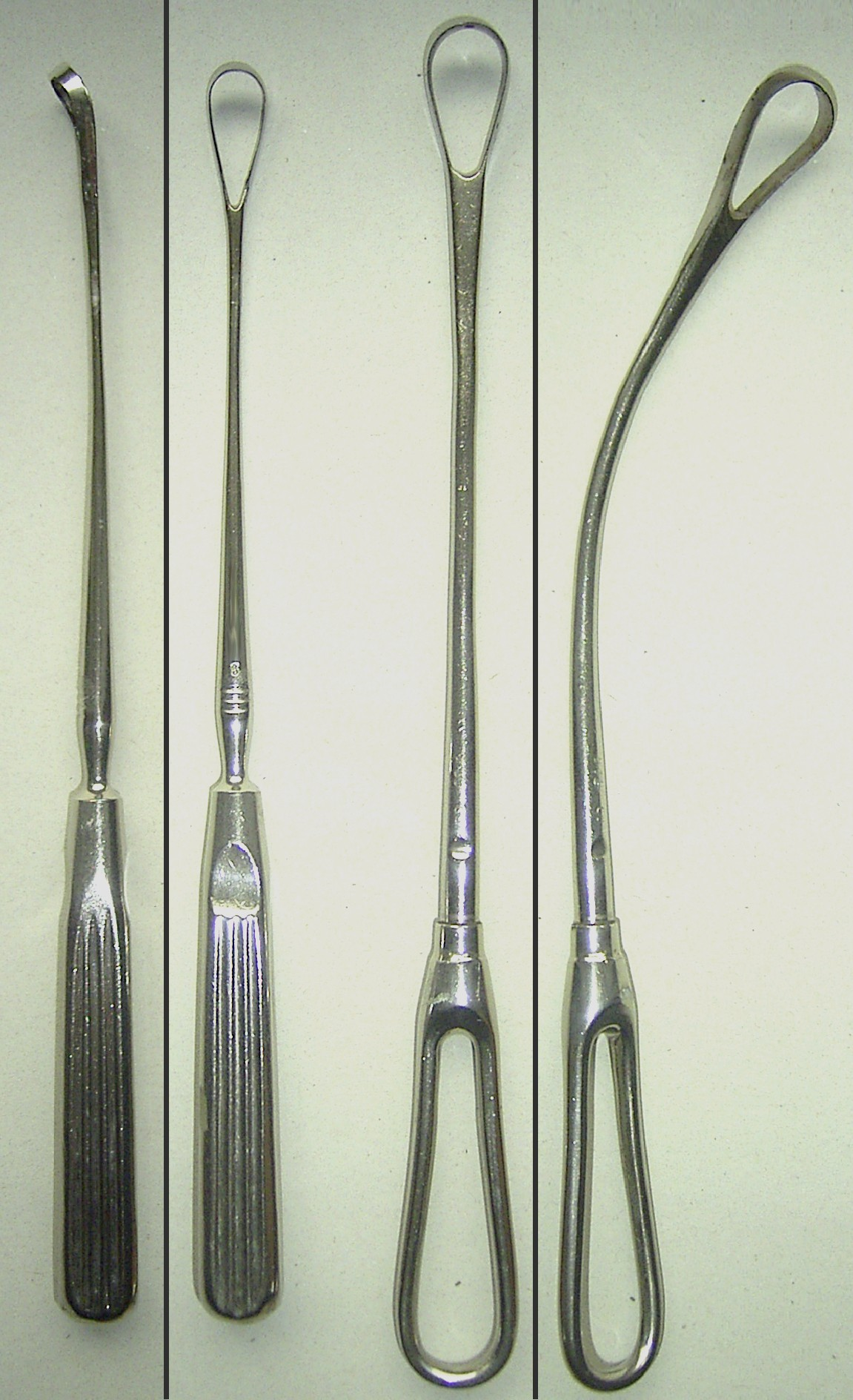
کورِت رحمی

کورِت (به انگلیسی: Curette) ابزاری قاشق‌ مانند جهت تراشیدن بافت‌ها یا بافت‌برداری است.

## انواع کورِت
- کورِت استخوانی: جهت برداشتن نکروز استخوان و تراشیدن مغز استخوان به‌کار می‌رود.[۲]
- کورِترَحِمی: ابزاری جهت تراشیدن آندومتر و محتویات رَحِمی است. جهت تراشیدن رَحِم (کورتاژ) و نمونه‌برداری از بافت پوشانندهٔ رَحِم، جهت ارسال به آزمایشگاه مورد استفاده قرار می‌گیرد.
- کورِت پوستی: جهت تراشیدن پوست، مورد استفاده قرار می‌گیرد.
- کورِت گوش: جهت تخلیه و تراشیدن بافت‌های گوش درونی به‌کار می‌رود.[۳]